# Чемурша
Чемурша́ (рос. Чемурша, чув. Шăмăш) — село у складі Чебоксарського району Чувашії, Росія. Входить до складу Сіньяльського сільського поселення.
Населення — 442 особи (2010; 318 у 2002).
Національний склад:
- чуваші — 95 %